# Peter Dante
Peter Francis Dante (* 16. Dezember 1968) ist ein US-amerikanischer Filmschauspieler.

## Leben
Dante wurde als fünftes von sechs Geschwistern geboren. Er wuchs in West Hartford auf und sang in der Grund- und weiterführenden Schule im Chor. Zudem spielte er in der Schule Lacrosse, was er später auf der Hofstra University fortsetzte. Dieser Leidenschaft blieb er auch als Erwachsener treu, beispielsweise als Trainer des Lacrosse-Teams der Loyola Marymount University oder des Profiteams LXMPRO.
Er ist verheiratet und Vater von zwei Söhnen.

## Karriere
Seine ersten Fernsehrollen hatte er Mitte der 1990er-Jahre als Gastdarsteller in den Sitcoms The Jeff Foxworthy Show und Larry Sanders Show. Dante ist mit Adam Sandler befreundet und tritt oft in Filmen von Sandlers Produktionsfirma Happy Madison Productions auf. Ähnlich wie seine Schauspielkollegen Jonathan Loughran und Allen Covert zählte Dante vor allem zwischen Ende der 1990er- und Anfang der 2010er-Jahre zu einem regelmäßigen Kreis an Nebendarstellern, die in Sandlers Filmkomödien eingesetzt wurde.
Für seine Darstellung eines homosexuellen Anwalts in Big Daddy von 1999 wurde er für einen „GLAAD Award“ der Gay and Lesbian Alliance Against Defamation nominiert.

## Synchronsprecher
Peter Dante wird von wechselnden Sprecher synchronisiert. So war beispielsweise Klaus-Peter Grap in den Filmen Jack und Jill und Big Daddy seine deutsche Stimme, Stefan Fredrich in Kindsköpfe 2, Michael Iwannek in Der Chaos-Dad, Olaf Reichmann in Chuck und Larry – Wie Feuer und Flamme, Thomas Albus in Mr. Deeds und Charles Rettinghaus in Little Nicky – Satan Junior.

## Filmografie (Auswahl)
- 1995–1996: Die Larry Sanders Show (The Larry Sanders Show, Fernsehserie, 3 Folgen)
- 1998: Eine Hochzeit zum Verlieben (The Wedding Singer)
- 1998: Waterboy – Der Typ mit dem Wasserschaden (The Waterboy)
- 1999: Matters of Consequence
- 1999: Big Daddy
- 2000: Little Nicky – Satan Junior (Little Nicky)
- 2002: Mr. Deeds
- 2002: Adam Sandlers acht verrückte Nächte (Eight Crazy Nights, nur Stimme)
- 2003: Dickie Roberts: Kinderstar (Dickie Roberts: Former Child Star)
- 2003: Unzertrennlich (Stuck on You)
- 2004: 50 erste Dates (50 First Dates)
- 2006: Grandma’s Boy
- 2007: King of Queens (The King of Queens, Fernsehserie, Folge 9x09)
- 2007: Chuck und Larry – Wie Feuer und Flamme (I Now Pronounce You Chuck and Larry)
- 2008: Strange Wilderness
- 2010: Sexy Summer – Sommer, Sonne, heiße Girls (Costa Rican Summer)
- 2011: Meine erfundene Frau (Just Go with It)
- 2011: Bucky Larson: Born to Be a Star
- 2011: Jack und Jill (Jack and Jill)
- 2012: Der Chaos-Dad (That’s My Boy)
- 2013: Kindsköpfe 2 (Grown Ups 2)
- 2021: The Pizza Joint